# Eurycletodes denticulatus
Eurycletodes denticulatus är en kräftdjursart som beskrevs av Por 1967. Eurycletodes denticulatus ingår i släktet Eurycletodes och familjen Argestidae. Inga underarter finns listade i Catalogue of Life.